# 国道179号

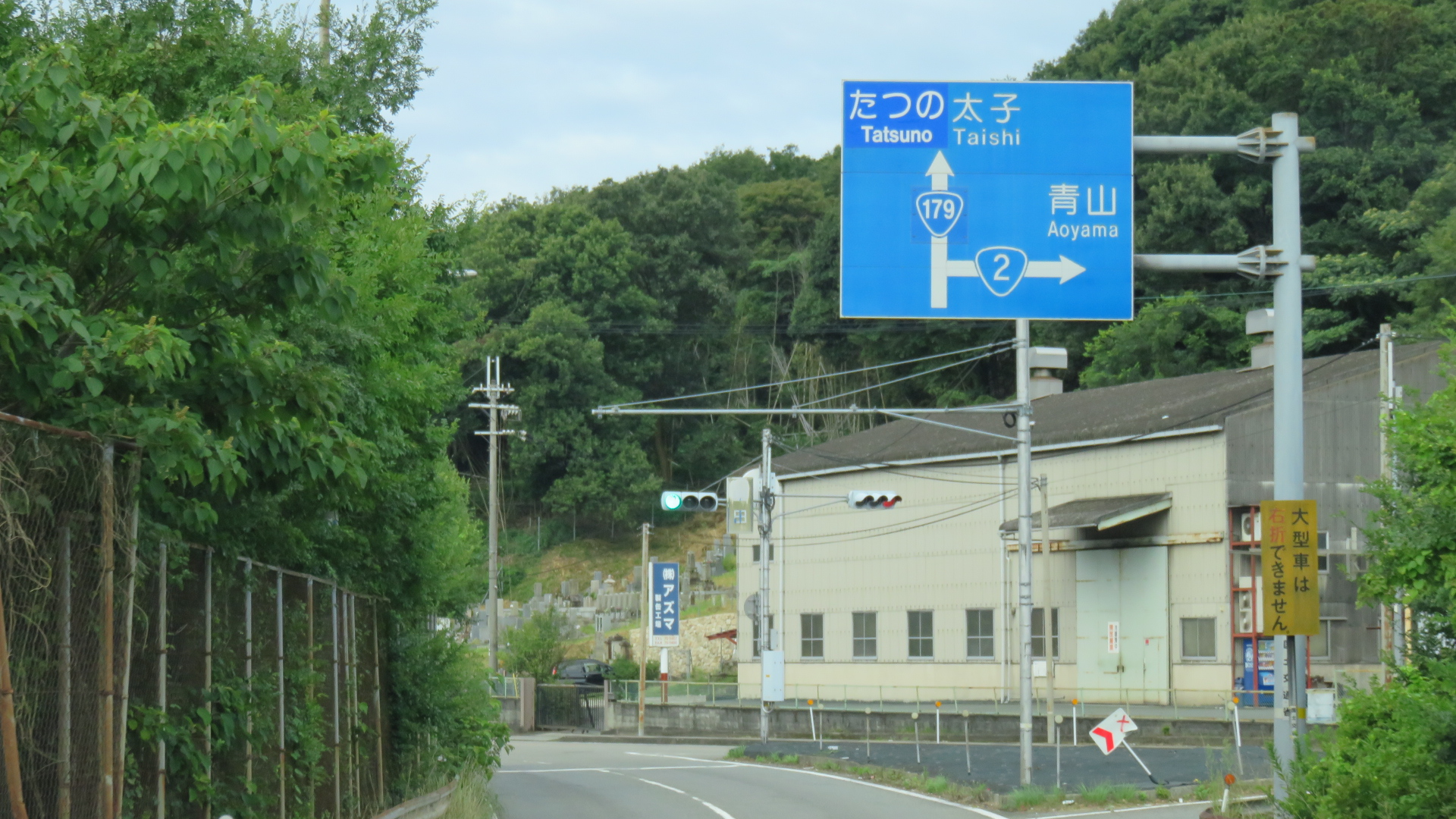
国道179号 起点付近
兵庫県揖保郡太子町 山田交差点
８国道2号との交差点）

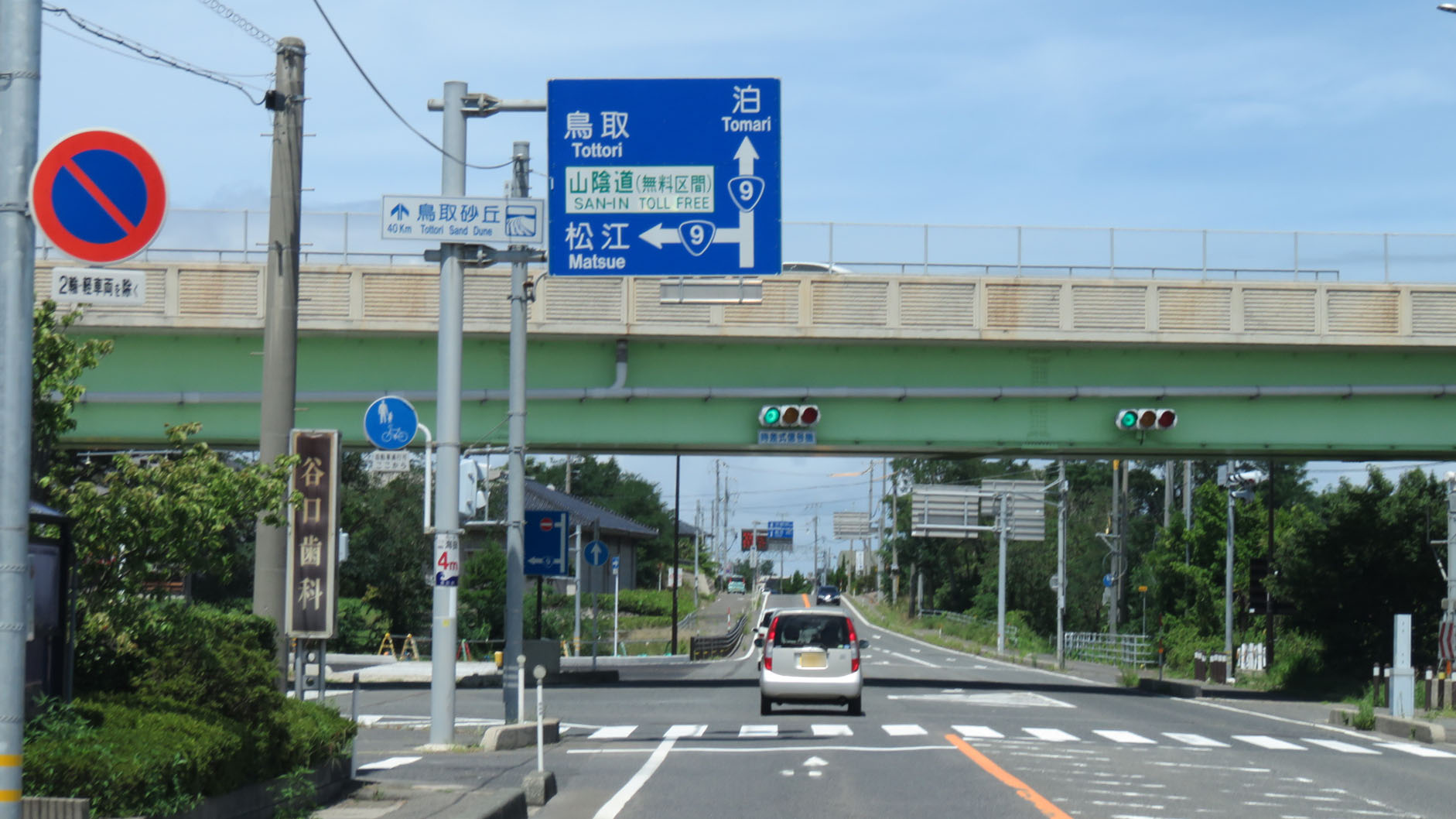
国道179号 終点
鳥取県東伯郡湯梨浜町
長瀬東交差点

国道179号（こくどう179ごう）は、兵庫県姫路市から岡山県津山市を経由して、鳥取県東伯郡湯梨浜町に至る一般国道である。

## 概要
起点は国道2号と約0.9 kmの重複区間があるが、実質的には姫路バイパス、太子竜野バイパスの太子東ランプで、終点は国道9号に接続している。途中、兵庫県佐用郡佐用町上町と上月の間が国道373号と、岡山県津山市の新河辺と一方の間が国道53号と、苫田郡鏡野町上齋原大木山と鳥取県東伯郡三朝町穴鴨の間が国道482号と、それぞれ重複している。岡山県苫田郡鏡野町では、旧奥津町に苫田ダムができて水没するため旧鏡野町から旧上齋原村までの間で国道が付け替えられたり、改修工事を施したことにより、津山から倉吉間の所要時間が大幅に短縮された。

### 路線データ
一般国道の路線を指定する政令に基づく起終点および経過地は次のとおり。
- 起点：姫路市（揖保郡太子町界付近 = 国道2号上）
- 終点：鳥取県東伯郡羽合町[注釈 2]（長瀬東交差点 = 国道9号交点）
- 重要な経過地：兵庫県揖保郡太子町、龍野市[注釈 3]、同県佐用郡佐用町、同郡上月町[注釈 4]、岡山県英田郡美作町[注釈 5]、津山市、同県苫田郡上齋原村[注釈 6]、鳥取県東伯郡三朝町、倉吉市
- 総延長 : 154.0 km（兵庫県 50.2 km、鳥取県 31.1 km、岡山県 72.7 km）重用延長を含む[2][注釈 7]
- 重用延長 : 7.4 km（兵庫県 0.9 km、鳥取県 - km、岡山県 6.5 km）[2][注釈 7]
- 未供用延長 : なし[2][注釈 7]
- 実延長 : 147.5 km（兵庫県 50.2 km、鳥取県 31.1 km、岡山県 66.2 km）[2][注釈 7]
  - 現道 : 141.6 km（兵庫県 50.2 km、鳥取県 31.1 km、岡山県 60.3 km）[2][注釈 7]
  - 旧道 : なし[2][注釈 7]
  - 新道 : 5.9 km（兵庫県 0.0 km、鳥取県 - km、岡山県 5.9 km）[2][注釈 7]
- 指定区間：国道2号、国道53号と重複する区間（兵庫県姫路市（起点） - 揖保郡太子町・太子東ランプ、岡山県津山市・新河辺交差点 - 一方交差点）[3]

## 歴史
道路法（昭和27年法律第180号）に基づいて、国道の初回指定が行われた1953年（昭和28年）の時点では、二級国道「179号」に指定されたのは津山から智頭を経由して鳥取を結ぶ「岡山鳥取線」（現在の国道53号に相当）だった。この路線は1963年（昭和38年）に一級国道53号へ昇格し、「179号」は欠番の扱いとなった。
そのうえで、同日新たに現行のルートが「179号」「姫路倉吉線」として指定された。

### 年表
- 1963年（昭和38年）4月1日 - 二級国道179号姫路倉吉線（兵庫県姫路市 - 鳥取県東伯郡羽合町[注釈 2]）として指定施行[6]。
- 1965年（昭和40年）4月1日 - 道路法改正により一級・二級区分が廃止されて一般国道179号として指定施行[1]。

## 路線状況

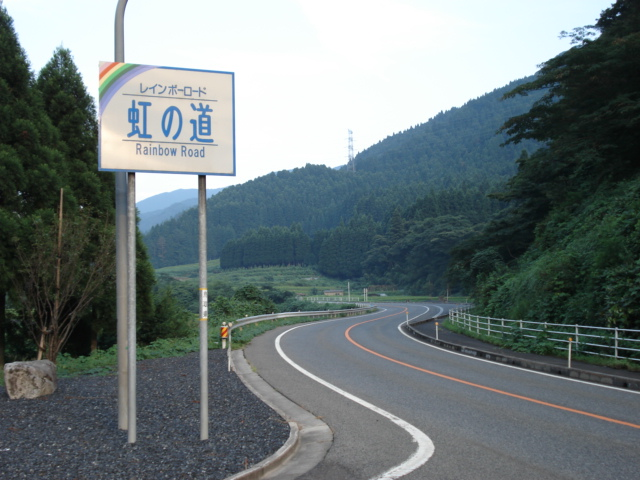
レインボーロード
三朝町穴鴨付近

### 通称
- レインボーロード　虹の道　(三朝町の木地山地区から穴鴨地区)[7]。

### バイパス

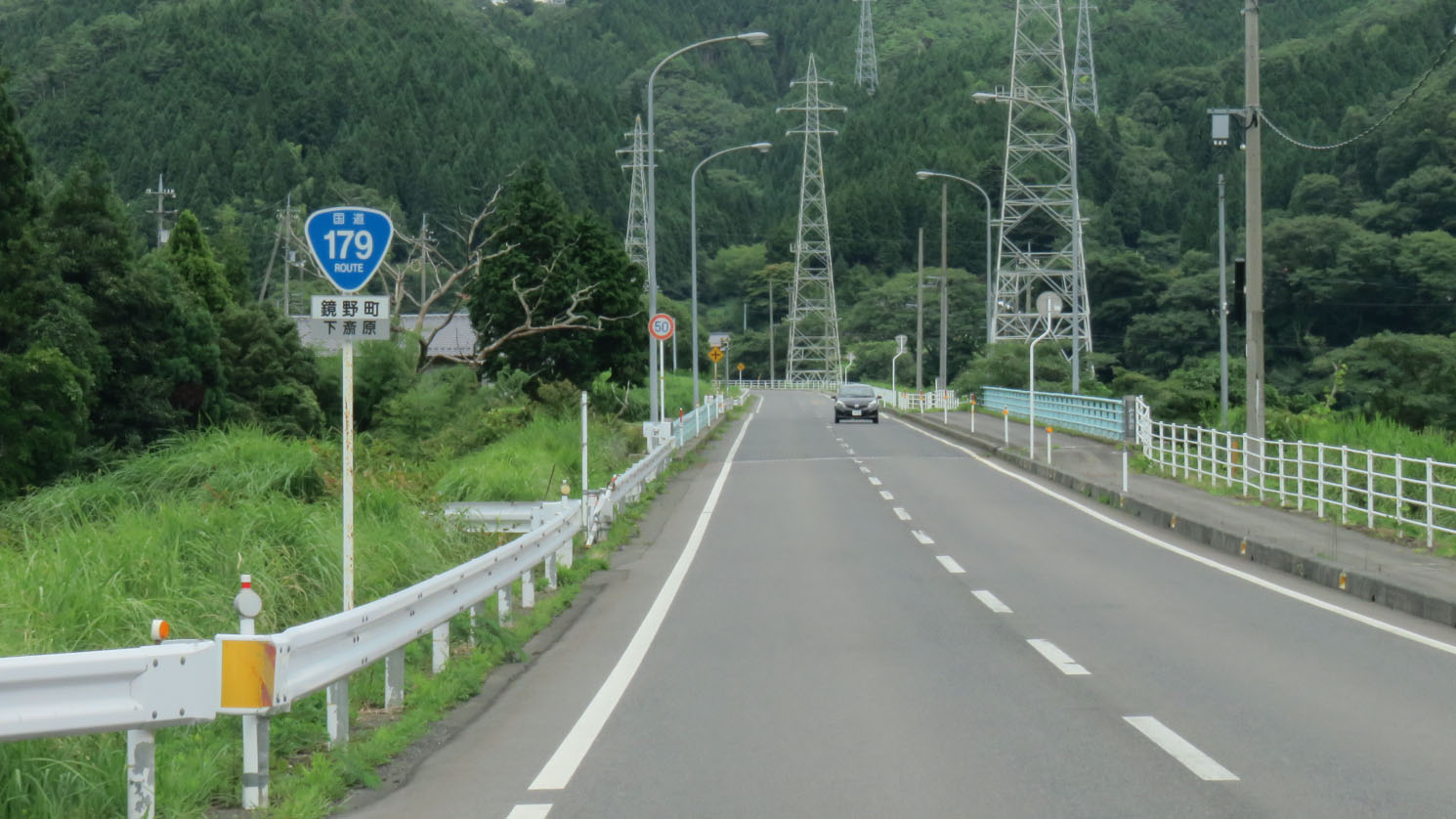
奥津―上斎原バイパス
岡山県苫田郡鏡野町

- 徳久バイパス - 2015年12月開通。播磨徳久駅前を経由していた旧道は道路幅員が狭く事故・渋滞が多発していたことから地元よりバイパス整備が求められていた[8][9][10]。
- 土居バイパス
- 鏡野バイパス
- 奥津―上斎原バイパス
- はわいバイパス[11] - 2021年度事業化。倉吉方面と山陰自動車道はわいICを結ぶ。北条道路と同時期の開通（2026年開通）を目指している。

### 重複区間

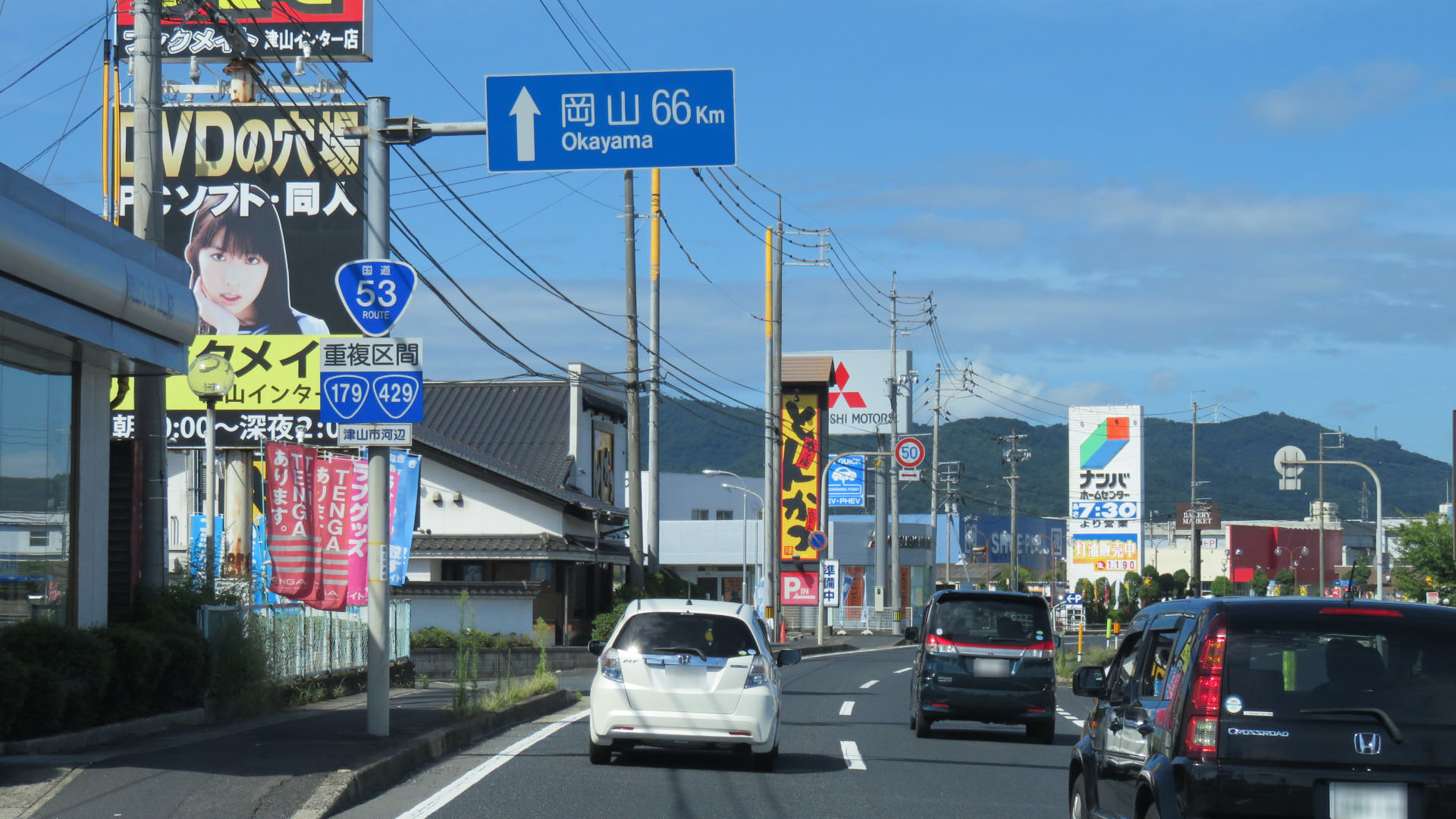
国道53号・国道429号との重複
岡山県津山市河辺

- 国道2号（姫路市）
- 国道373号（佐用町）
- 国道53号・国道429号（津山市）
- 国道482号（鏡野町 - 三朝町）

### 道路施設

#### トンネル
- 徳久トンネル（兵庫県佐用町） - 延長  571 m。
- 雲井山トンネル（岡山県鏡野町） - 延長 1,497 m [12]。
- 大釣トンネル（岡山県鏡野町） - 延長 1,293 m [12]。
- 人形峠トンネル（岡山県鏡野町 - 鳥取県三朝町） - 延長1,865 m。かつて、標高740 mの人形峠区間は1899年（明治32年）に作られた古い県道で、いちおう車両の通行はできたが酷い悪路だった。ところが1955年（昭和30年）に峠付近でウラン鉱山が発見されると一気に開発が進み、県道は国道179号に昇格した。しかしこの区間は悪路のままで冬季の通行も困難だったため、1981年（昭和56年）に人形峠を標高600 m付近でバイパスするトンネルが開通した[13][14]。
- 向滝[15]トンネル（鳥取県三朝町） - 延長は94.0 mしかないが坑門は両側ともカラフル。竣工1989年。
- 円谷[16]トンネル（鳥取県三朝町 - 鳥取県倉吉市）　延長 - 1,090 m。下り線（倉吉方面）のみの2車線。竣工2002年。

#### 道の駅
- 兵庫県
  - しんぐう（たつの市新宮町平野）
- 岡山県
  - 奥津温泉（苫田郡鏡野町奥津）
- 鳥取県
  - 三朝・楽市楽座（東伯郡三朝町大柿）

### 通過する路線バス
- 神姫バス
- ウイング神姫
- 美作共同バス
- 中鉄北部バス
- 日本交通
- 日ノ丸自動車

### 並行する旧街道
- 旧山陽道（近世山陽道、西国街道）：兵庫県姫路市 - たつの市
- 旧因幡街道：兵庫県たつの市新宮町 - 佐用郡佐用町
- 旧出雲街道：兵庫県たつの市新宮町 - 岡山県津山市
- 旧倉吉往来：岡山県津山市 - 鳥取県倉吉市

## 地理

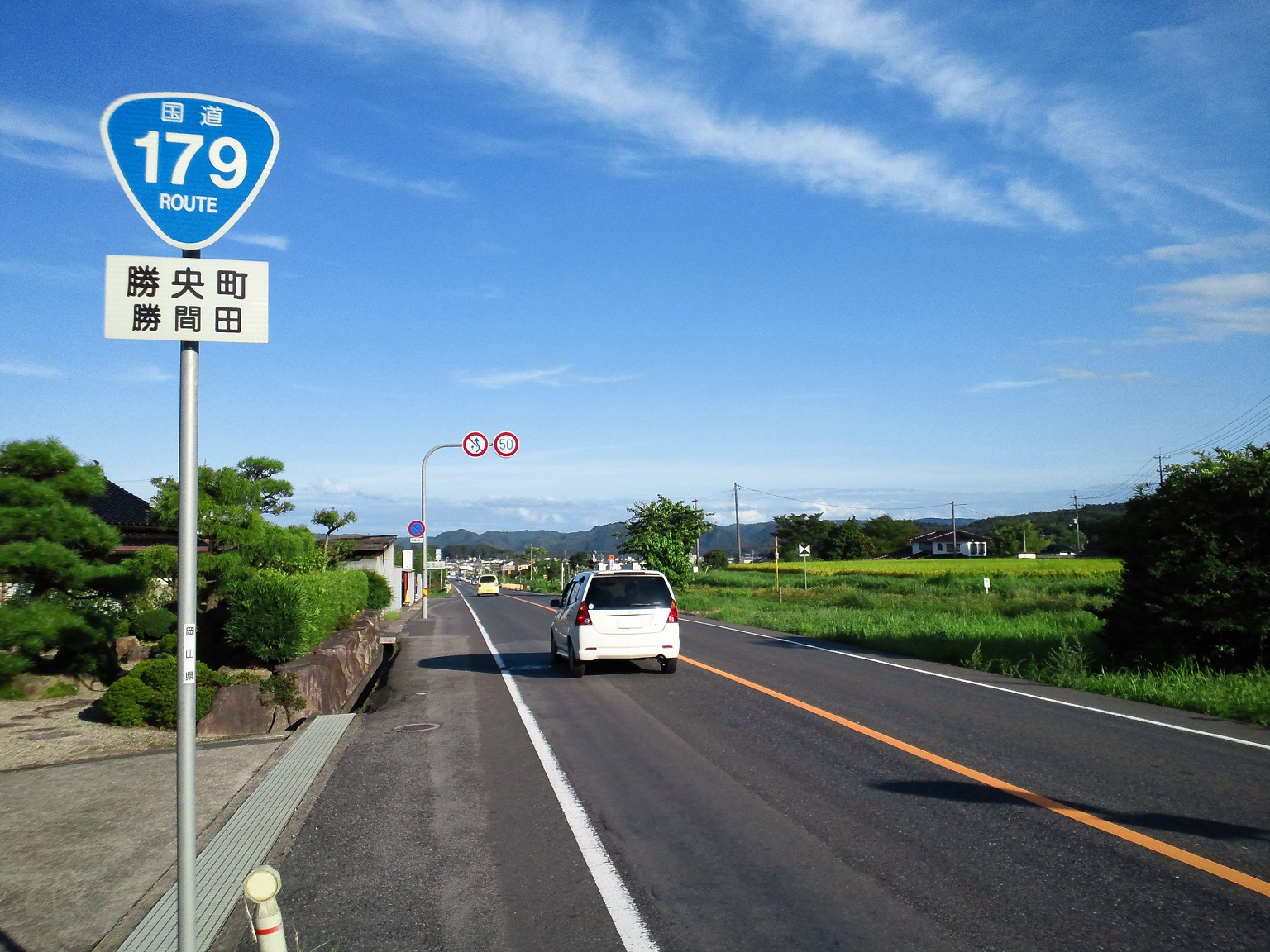
勝央町勝間田付近
（2013年9月）

### 通過する自治体
- 兵庫県
  - 姫路市 - 揖保郡太子町 - たつの市 - 佐用郡佐用町
- 岡山県
  - 美作市 - 勝田郡勝央町 - 津山市 - 苫田郡鏡野町
- 鳥取県
  - 東伯郡三朝町 - 倉吉市 - 東伯郡湯梨浜町

### 交差する道路

#### 現道
| 交差する道路                                                                                               | 都道府県名 | 市町村名 | 市町村名 | 交差する場所                 | 交差する場所                         |
| --- | ---------- | -------- | -------- | ---------------------------- | ------------------------------------ |
| 国道2号 重複区間起点                                                                                       | 兵庫県     | 姫路市   | 姫路市   | 青山南4丁目                  | 起点                                 |
| 姫路バイパス 太子竜野バイパス 国道2号 重複区間終点                                                         | 兵庫県     | 揖保郡   | 太子町   | 山田                         | 太子東ランプ                         |
| 兵庫県道420号石倉太子線 兵庫県道421号大江島太子線                                                          | 兵庫県     | 揖保郡   | 太子町   | 太田                         | 太田交差点                           |
| 兵庫県道424号上太田鵤線 重複区間起点                                                                       | 兵庫県     | 揖保郡   | 太子町   | 東保（とうぼ）               | 東保交差点                           |
| 兵庫県道27号太子御津線                                                                                     | 兵庫県     | 揖保郡   | 太子町   | 鵤（いかるが）               | 鵤東交差点                           |
| 兵庫県道424号上太田鵤線 重複区間終点 兵庫県道725号門前鵤線                                                 | 兵庫県     | 揖保郡   | 太子町   | 鵤                           | 鵤交差点                             |
| 太子竜野バイパス                                                                                           | 兵庫県     | たつの市 | たつの市 | 誉田町福田                   | 福田ランプ                           |
| 兵庫県道423号西脇誉田線                                                                                    | 兵庫県     | たつの市 | たつの市 | 誉田町福田                   |                                      |
| 兵庫県道435号上伊勢誉田線                                                                                  | 兵庫県     | たつの市 | たつの市 | 誉田町広山                   | 永久橋西詰交差点                     |
| 兵庫県道437号東觜崎網干停車場線 重複区間起点                                                               | 兵庫県     | たつの市 | たつの市 | 龍野町堂本                   | 堂本中交差点                         |
| 兵庫県道29号網干たつの線 兵庫県道437号東觜崎網干停車場線 重複区間終点                                      | 兵庫県     | たつの市 | たつの市 | 龍野町富永                   | 富永交差点                           |
| 兵庫県道14号本竜野停車場線                                                                                 | 兵庫県     | たつの市 | たつの市 | 龍野町富永                   | 富永西交差点                         |
| 兵庫県道5号姫路上郡線 重複区間起点                                                                         | 兵庫県     | たつの市 | たつの市 | 龍野町川原町                 | 龍野橋西詰交差点                     |
| 兵庫県道5号姫路上郡線 重複区間終点                                                                         | 兵庫県     | たつの市 | たつの市 | 龍野町北龍野                 | 祇園橋西詰交差点                     |
| 兵庫県道724号姫路新宮線                                                                                    | 兵庫県     | たつの市 | たつの市 | 新宮町船渡                   | 船渡交差点                           |
| 兵庫県道505号新宮林田線                                                                                    | 兵庫県     | たつの市 | たつの市 | 新宮町井野原                 | 井野原交差点                         |
| 兵庫県道26号宍粟新宮線                                                                                     | 兵庫県     | たつの市 | たつの市 | 新宮町新宮                   | 新宮三差路交差点                     |
| 兵庫県道223号播磨新宮停車場線                                                                              | 兵庫県     | たつの市 | たつの市 | 新宮町新宮                   | 新宮駅前交差点                       |
| 兵庫県道724号姫路新宮線                                                                                    | 兵庫県     | たつの市 | たつの市 | 新宮町新宮                   | 芝田橋（こげたばし）北詰交差点       |
| 兵庫県道434号上笹千本停車場線 重複区間起点                                                                 | 兵庫県     | たつの市 | たつの市 | 新宮町能地                   | 福栖橋東交差点                       |
| 兵庫県道434号上笹千本停車場線 重複区間終点                                                                 | 兵庫県     | たつの市 | たつの市 | 新宮町千本                   |                                      |
| 兵庫県道44号相生宍粟線 重複区間起点                                                                        | 兵庫県     | たつの市 | たつの市 | 新宮町栗町                   | 栗町交差点                           |
| 兵庫県道44号相生宍粟線 重複区間終点                                                                        | 兵庫県     | たつの市 | たつの市 | 新宮町鍛冶屋                 |                                      |
| 兵庫県道154号千種新宮線 重複区間起点                                                                       | 兵庫県     | たつの市 | たつの市 | 新宮町下莇原（しもあざわら） |                                      |
| 兵庫県道433号塩田三日月線                                                                                  | 兵庫県     | 佐用郡   | 佐用町   | 三日月                       | 桜橋交差点                           |
| 兵庫県道154号千種新宮線 重複区間終点                                                                       | 兵庫県     | 佐用郡   | 佐用町   | 乃井野                       | 新橋西詰交差点                       |
| 兵庫県道28号上郡末広線                                                                                     | 兵庫県     | 佐用郡   | 佐用町   | 末広                         | 市ノ上交差点                         |
| 兵庫県道53号宍粟下徳久線                                                                                   | 兵庫県     | 佐用郡   | 佐用町   | 下徳久（しもとくさ）         | 太田井橋交差点                       |
| 岡山県道・兵庫県道368号吉永下徳久線                                                                        | 兵庫県     | 佐用郡   | 佐用町   | 下徳久                       |                                      |
| 国道373号 重複区間起点                                                                                     | 兵庫県     | 佐用郡   | 佐用町   | 佐用                         | 上町（かんまち）交差点               |
| 岡山県道・兵庫県道240号下庄佐用線                                                                          | 兵庫県     | 佐用郡   | 佐用町   | 佐用                         | 実栗交差点                           |
| 兵庫県道562号佐用停車場線                                                                                  | 兵庫県     | 佐用郡   | 佐用町   | 佐用                         | 佐用小学校南交差点                   |
| 岡山県道・兵庫県道365号上福原佐用線                                                                        | 兵庫県     | 佐用郡   | 佐用町   | 佐用                         | 西山交差点                           |
| 国道373号 重複区間終点                                                                                     | 兵庫県     | 佐用郡   | 佐用町   | 上月                         | 上月三差路交差点                     |
| 岡山県道・兵庫県道124号宮原力万線                                                                          | 兵庫県     | 佐用郡   | 佐用町   | 力万                         | 金屋橋交差点                         |
| 岡山県道46号和気笹目作東線                                                                                 | 岡山県     | 美作市   | 美作市   | 土居                         |                                      |
| 岡山県道86号作東インター線 岡山県道・兵庫県道365号上福原佐用線 重複                                        | 岡山県     | 美作市   | 美作市   | 上福原                       |                                      |
| 岡山県道5号作東大原線                                                                                      | 岡山県     | 美作市   | 美作市   | 川北                         | 川北交差点                           |
| 岡山県道354号馬橋平福線                                                                                    | 岡山県     | 美作市   | 美作市   | 平福                         |                                      |
| 岡山県道359号樫村金屋線 重複区間起点 岡山県道360号万善美作線                                               | 岡山県     | 美作市   | 美作市   | 北原                         |                                      |
| 岡山県道359号樫村金屋線 重複区間終点                                                                       | 岡山県     | 美作市   | 美作市   | 平田                         |                                      |
| 国道374号 重複区間起点 岡山県道349号吉ヶ原美作線                                                           | 岡山県     | 美作市   | 美作市   | 入田（にゅうた）             | 入田交差点                           |
| 岡山県道51号美作奈義線                                                                                     | 岡山県     | 美作市   | 美作市   | 明見（みょうけん）           | 明見交差点                           |
| 美作岡山道路                                                                                               | 岡山県     | 勝田郡   | 勝央町   | 黒土                         | 勝央IC                               |
| 岡山県道361号畑沖勝間田線                                                                                  | 岡山県     | 勝田郡   | 勝央町   | 勝間田                       |                                      |
| 岡山県道67号勝央勝北線 岡山県道209号勝間田停車場線                                                         | 岡山県     | 勝田郡   | 勝央町   | 勝間田                       | 勝間田交差点                         |
| 岡山県道52号勝央仁堀中線 岡山県道415号工門勝央線                                                           | 岡山県     | 勝田郡   | 勝央町   | 黒坂                         | 黒坂交差点                           |
| 岡山県道413号安井津山線                                                                                    | 岡山県     | 津山市   | 津山市   | 金井                         | 津山市金井交差点                     |
| 岡山県道350号西吉田川崎線                                                                                  | 岡山県     | 津山市   | 津山市   | 西吉田                       |                                      |
| 国道53号 重複区間起点 国道374号 重複区間終点 国道429号 重複区間起点 岡山県道345号上横野兼田線 重複区間起点 | 岡山県     | 津山市   | 津山市   | 河辺                         | 新河辺交差点                         |
| 岡山県道477号金屋国分寺線                                                                                  | 岡山県     | 津山市   | 津山市   | 国分寺                       | 国分寺交差点                         |
| 岡山県道345号上横野兼田線 重複区間終点                                                                     | 岡山県     | 津山市   | 津山市   | 川崎                         |                                      |
| 岡山県道350号西吉田川崎線                                                                                  | 岡山県     | 津山市   | 津山市   | 川崎                         | 川崎西交差点                         |
| 岡山県道394号大篠津山停車場線 重複区間起点 岡山県道452号小原船頭線                                         | 岡山県     | 津山市   | 津山市   | 船頭町                       | 船頭交差点                           |
| 岡山県道26号津山柵原線                                                                                     | 岡山県     | 津山市   | 津山市   | 横山                         | 南町交差点                           |
| 岡山県道394号大篠津山停車場線 重複区間終点                                                                 | 岡山県     | 津山市   | 津山市   | 大谷                         | 津山駅前交差点                       |
| 岡山県道68号津山加茂線                                                                                     | 岡山県     | 津山市   | 津山市   | 昭和町2丁目                  |                                      |
| 国道53号 重複区間終点 国道429号 重複区間終点                                                               | 岡山県     | 津山市   | 津山市   | 津山口                       | 一方交差点                           |
| 岡山県道338号市場津山線                                                                                    | 岡山県     | 津山市   | 津山市   | 二宮                         | 二宮交差点                           |
| 国道181号                                                                                                  | 岡山県     | 津山市   | 津山市   | 院庄                         | 院庄交差点                           |
| E2A 中国自動車道 岡山県道206号院庄線                                                                       | 岡山県     | 津山市   | 津山市   | 院庄                         | 院庄インター交差点 14 院庄IC         |
| 岡山県道339号西一宮中北上線 重複区間起点                                                                   | 岡山県     | 苫田郡   | 鏡野町   | 布原                         |                                      |
| 岡山県道339号西一宮中北上線 重複区間終点                                                                   | 岡山県     | 苫田郡   | 鏡野町   | 布原                         |                                      |
| 岡山県道392号百谷寺元線                                                                                    | 岡山県     | 苫田郡   | 鏡野町   | 竹田                         |                                      |
| 津山広域農道                                                                                               | 岡山県     | 苫田郡   | 鏡野町   | 円宗寺                       |                                      |
| 岡山県道82号鏡野久世線                                                                                     | 岡山県     | 苫田郡   | 鏡野町   | 土居                         |                                      |
| 岡山県道56号湯原奥津線                                                                                     | 岡山県     | 苫田郡   | 鏡野町   | 杉                           |                                      |
| 岡山県道・鳥取県道116号羽出三朝線                                                                          | 岡山県     | 苫田郡   | 鏡野町   | 羽出                         |                                      |
| 岡山県道445号下和奥津川西線                                                                                | 岡山県     | 苫田郡   | 鏡野町   | 奥津川西                     |                                      |
| 岡山県道75号加茂奥津線                                                                                     | 岡山県     | 苫田郡   | 鏡野町   | 奥津                         |                                      |
| 国道482号 重複区間起点                                                                                     | 岡山県     | 苫田郡   | 鏡野町   | 上齋原                       |                                      |
| 鳥取県道205号木地山倉吉線 鳥取県道273号三朝温泉木地山線 重複                                               | 鳥取県     | 東伯郡   | 三朝町   | 木地山                       |                                      |
| 国道482号 重複区間終点 鳥取県道283号大谷曹源寺線                                                           | 鳥取県     | 東伯郡   | 三朝町   | 曹源寺                       |                                      |
| 鳥取県道205号木地山倉吉線 重複区間起点                                                                     | 鳥取県     | 東伯郡   | 三朝町   | 今泉                         | 今泉交差点                           |
| 鳥取県道205号木地山倉吉線 重複区間終点 鳥取県道312号倉吉環状線                                             | 鳥取県     | 倉吉市   | 倉吉市   | 米田町                       | 米田町交差点                         |
| 鳥取県道21号鳥取鹿野倉吉線 鳥取県道22号倉吉青谷線 重複 鳥取県道38号倉吉福本線                              | 鳥取県     | 倉吉市   | 倉吉市   | 東巌城町                     | 中部総合事務所先交差点               |
| 鳥取県道236号巌城上灘線                                                                                    | 鳥取県     | 倉吉市   | 倉吉市   | 見日町（みるかちょう）       | 見日町東交差点                       |
| 鳥取県道263号倉吉停車場線                                                                                  | 鳥取県     | 倉吉市   | 倉吉市   | 上井（あげい）               | 上井柳町交差点                       |
| 鳥取県道249号清谷北条線                                                                                    | 鳥取県     | 倉吉市   | 倉吉市   | 河北町                       | 河北町交差点                         |
| 国道179号 はわいバイパス未供用 鳥取県道320号羽合東伯線 重複区間起点                                        | 鳥取県     | 東伯郡   | 湯梨浜町 | 田後（たじり）               | 田後西交差点                         |
| 鳥取県道200号長和田羽合線                                                                                  | 鳥取県     | 東伯郡   | 湯梨浜町 | 田後                         | 田後東交差点                         |
| 鳥取県道199号上浅津田後線                                                                                  | 鳥取県     | 東伯郡   | 湯梨浜町 | 田後                         | はわい温泉入口交差点                 |
| 鳥取県道248号長江羽合線 鳥取県道320号羽合東伯線 重複区間終点                                               | 鳥取県     | 東伯郡   | 湯梨浜町 | 久留                         | 湯梨浜町役場入口交差点               |
| 鳥取県道185号東郷湖線 鳥取県道234号東郷羽合線 重複                                                         | 鳥取県     | 東伯郡   | 湯梨浜町 | 久留                         | [ 注釈 8 ]                           |
| 国道9号 | 鳥取県     | 東伯郡   | 湯梨浜町 | 久留                         | 長瀬東交差点 / 終点                  |
| はわいバイパス                                                                                             |            |          |          |                              |                                      |
| 国道179号 現道 鳥取県道320号羽合東伯線                                                                     | 鳥取県     | 東伯郡   | 湯梨浜町 | 田後                         | 田後西交差点                         |
| 未供用区間                                                                                                 |            |          |          |                              |                                      |
| 鳥取県道320号羽合東伯線 重複区間起点                                                                       | 鳥取県     | 東伯郡   | 湯梨浜町 | はわい長瀬                   | [ 注釈 9 ]                           |
| E9 山陰自動車道 国道9号 鳥取県道320号羽合東伯線 重複区間終点                                               | 鳥取県     | 東伯郡   | 湯梨浜町 | はわい長瀬                   | 新川・浜入口交差点 / 終点 7 はわいIC |

### 主な峠
- 相坂峠：兵庫県たつの市
- 人形峠：岡山県苫田郡鏡野町 - 鳥取県東伯郡三朝町

## ギャラリー

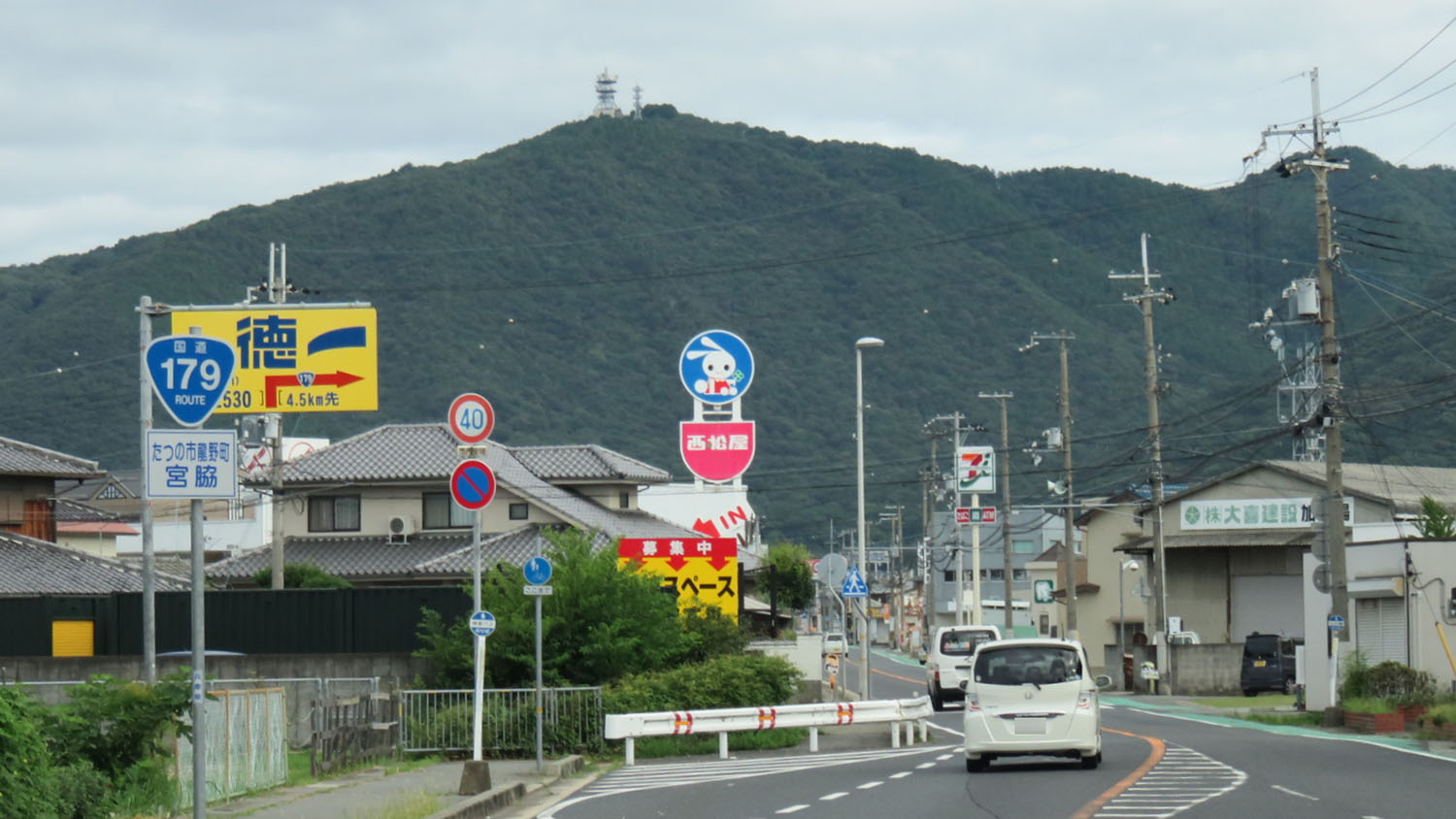
兵庫県たつの市龍野町
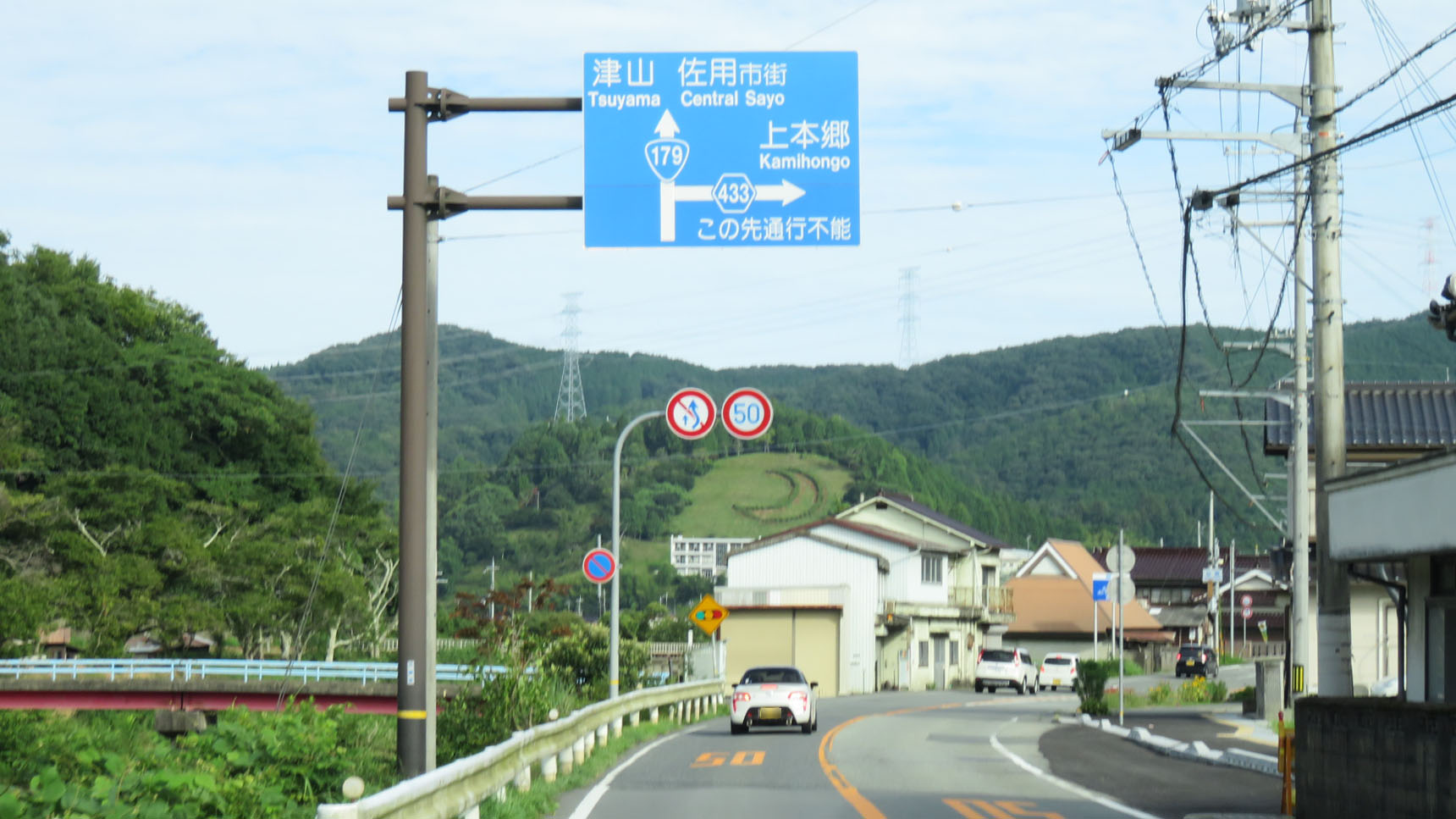
兵庫県佐用郡佐用町
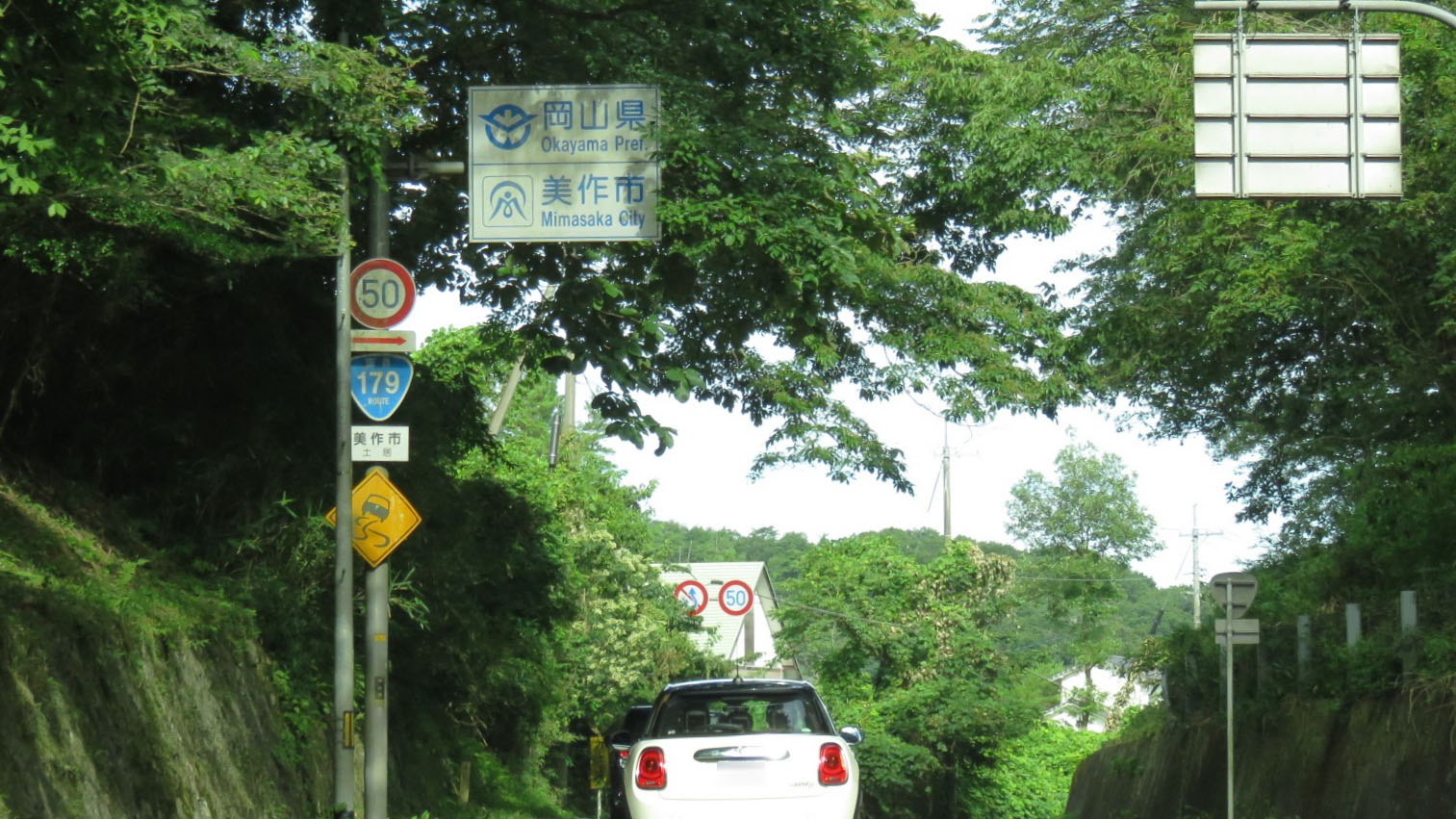
岡山県境 岡山県美作市土居
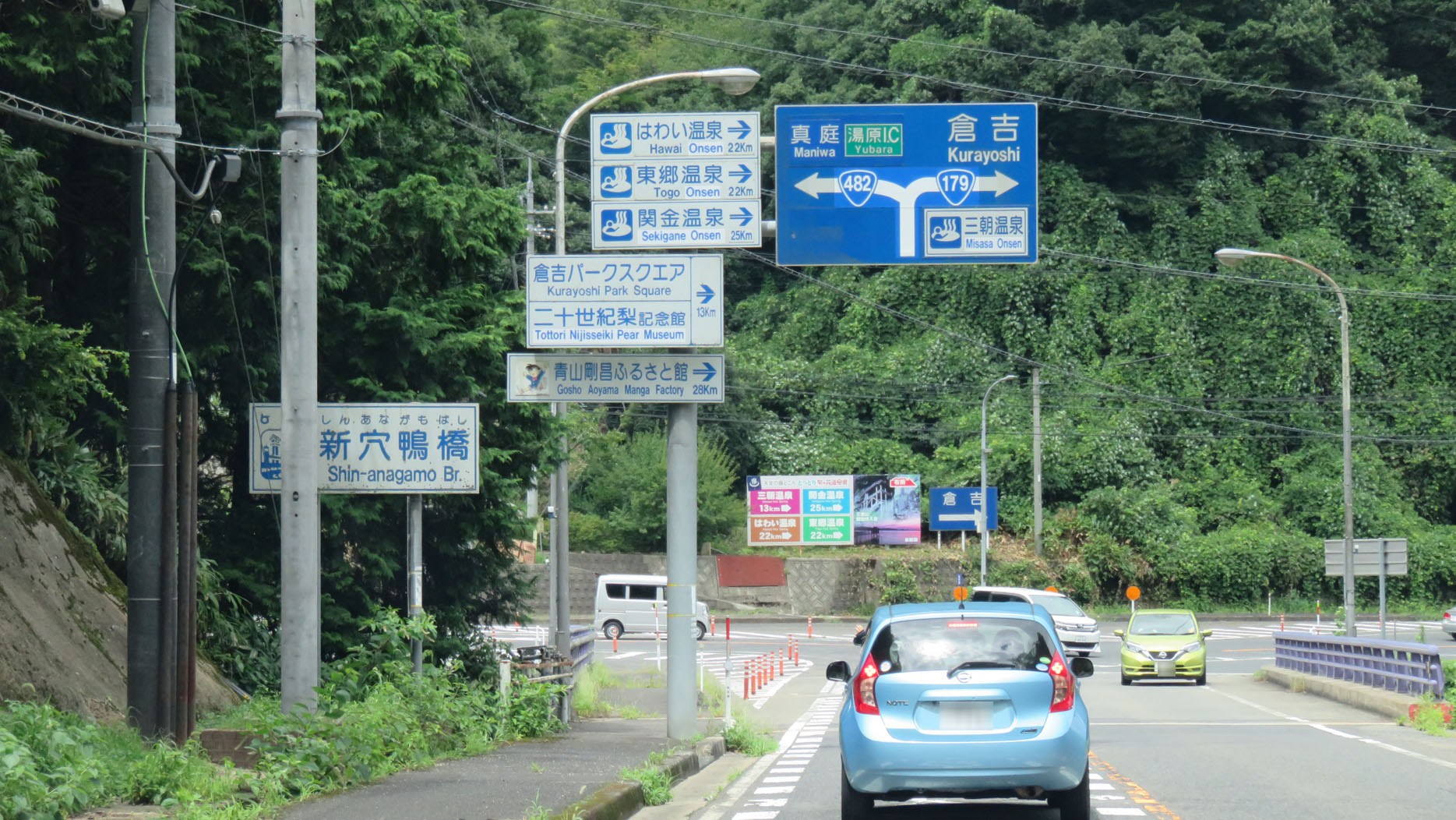
国道482号との分岐 鳥取県東伯郡三朝町
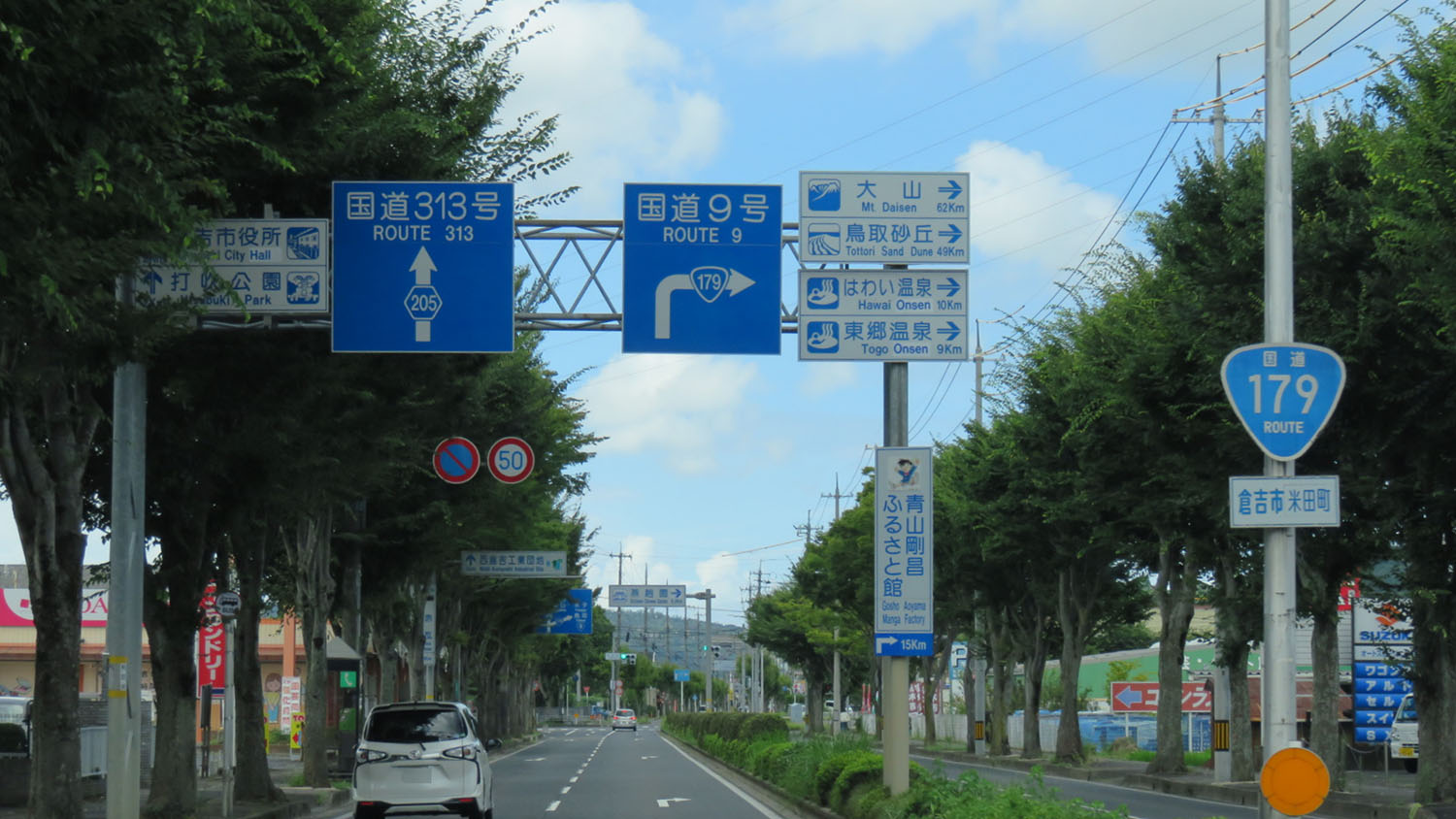
鳥取県倉吉市米田町